# アイウエオ企画
アイウエオ企画（あいうえおきかく）は、日本の芸能事務所、番組制作会社である。

## 会社内容
- 高橋英樹が時代劇の仕事をするにあたって、マネジメント会社として設立。
- 同時に高橋英樹出演番組の企画、制にをも携わり、80年代から90年代にかけては番組協力として時代劇が主な母体であった。
- 2011年以降、高橋真麻も所属になり、主にマネジメントの会社となっている[1][注 1]。
- 高橋英樹と高橋真麻が2019年1月31日をもって事務所を退社、翌2月1日からグレープカンパニーに移籍し、事実上、高橋の個人事務所としての冠を下ろすことになった。

## 会社概要
- 商号：株式会社アイウエオ企画（あいうえおきかく）
- 所在地：東京都品川区北品川1丁目6－16－34
- 代表取締役：高橋輝
- 取締役：高橋英樹
- 取締役：小林亜紀子
- 経理：青木由美
- プロデューサー：垣内健二[2]

## 所属タレント
現在
- 小林亜紀子
- 藤田幸江
- 安田ひとみ
- 木崎浩之[3]

過去
- 高橋英樹
- 高橋真麻
- 佐藤正浩

## 制作協力番組
- 十手無用 九丁堀事件帖（1975年 - 1976年、日本テレビ / 東映）
- 桃太郎侍（1976年 - 1981年、日本テレビ / 東映）
- 桃太郎侍（1992年 - 1994年、テレビ朝日 / 東映）
- 京都かるがも病院（1986年 - 1987年、テレビ朝日 / 東映）
- 三匹が斬る!シリーズ（1987年 - 1995年、テレビ朝日 / 東映）
- 江戸の用心棒シリーズ（1994年 - 1996年、日本テレビ / ユニオン映画）[4]